# 哈科特島
哈科特島是南極洲的島嶼，位於南喬治亞島，處於皇家灣入口處的北部，在1971年由英國南極名稱諮詢委員會命名，名稱取自島上的哈科特角。
54°29′S 35°58′W / 54.483°S 35.967°W